# ألكسندر بافلوف (سياسي)
ألكسندر بافلوف هو عالم وسياسي كازاخستاني، ولد في 1953 في بافلودار في كازاخستان. نشط حزبياً في نور أتان.